# フィリップ (ヴァンドーム公)
フィリップ・ド・ブルボン（Philippe de Bourbon, 1655年8月23日 - 1727年1月24日）は、フランス・ブルボン朝の貴族・軍人。ブルボン＝ヴァンドーム家最後のヴァンドーム公で、マルタ騎士団の騎士でもあった。ヴァンドーム公ルイ2世（アンリ4世とガブリエル・デストレの孫）とロール・マンシーニの次男で、ヴァンドーム公ルイ・ジョゼフ・ド・ブルボンの弟。プリンツ・オイゲンは母方の従弟に当たる。

## 生涯
1669年、叔父のボーフォール公フランソワと共にオスマン帝国からクレタ島のカンディア防衛に向かったが、叔父が戦死した後は兄と共に叔母のマリア・アンナ・マンチーニに養育された。フランス軍に入隊して兄と共に従軍しながら昇進を重ね、大同盟戦争では1690年のフルーリュスの戦い、1692年のステーンケルケの戦い、1693年のマルサリーアの戦いに参戦した。
スペイン継承戦争でフランス軍を率いる立場に置かれたが、1705年のカッサーノの戦いでプリンツ・オイゲンのオーストリア軍に苦戦、兄の救援により戦線を立て直したが、戦後兄の部下に降格、スペイン領ネーデルラントに転任した兄の下で引き続き戦ったが、昇格することはなかった。
1712年に兄が死ぬとヴァンドーム公位を継いだが、1727年、独身で子の無いまま死去。ブルボン＝ヴァンドーム家は断絶、ヴァンドーム公位も消滅したが、後にヴァンドーム公位はフランス王ルイ16世の弟のプロヴァンス伯ルイ（後のルイ18世）に受け継がれていった。